# Есперанж
Есперанж (на люксембургски: Hesper) е община в Люксембург, окръг Люксембург, кантон Люксембург.
Има обща площ от 27,22 км². Населението ѝ е 12 786 души през 2009 година.

## Състав
Общината се състои от 5 села:
- (Alzeng)
- (Fenteng)
- Есперанж (Hesper)
- (Houwald)
- (Izeg)

### Побратимени градове
- Серенч, Унгария